# Дятел строкатогрудий
Дя́тел строкатогрудий (Chloropicus xantholophus) — вид дятлоподібних птахів родини дятлових (Picidae). Мешкає в Центральній Африці.

## Опис
Довжина птаха становить 22-25 см. Верхня частина тіла бурувато-оливкова, надхвістя і верхні покривні пера хвоста жовтуваті, хвіст шоколадно-коричневий. Нижня частина тіла коричнева, груди поцятковані білими плямками, боки і нижня частина живота поцятковані білими смужками. Лоб коричневий, тім'я чорне, щоки і горло білуваті. Через очі проходить широка чорна смуга, яка доходить до шиї. У самців тім'я золотисте, поцятковане чорними плямками. Дзьоб довгий, зверху темніший, очі темно-червоні, лапи оливково-сірі. Забарвлення молодих птахів дещо тьмяніше.

## Поширення і екологія
Строкатогруді дятли поширені від південної Нігерії до західної Кенії і північної Анголи. Вони живуть в рівнинних і гірських тропічних лісах та на плантаціях. Зустрічаються на висоті від 700 до 2150 м над рівнем моря.

## Поведінка
Строкатогруді дятли живляться комахами та їх личинками, яких шукають під корою або іноді ловлять в польоті. Сезон розмноження триває з вересні по березень в Камеруні, Кенії та Уганді і з червня по вересень в Анголі.